# موانئ المشرق (رواية)
موانئ المشرق (بالفرنسية: Les Échelles du Levant)‏ هي رواية نشرت عام 1991 للكاتب الفرنسي اللبناني أمين معلوف، وتحكي قصة زوجين رجل مسلم وامرأة يهودية، عصيان وكلارا" اللذين انفصلا بعد الحرب العالمية الثانية.
تركّز الرواية على الجانب الإنساني في قصّة عصيان، الذي يحاول الهرب من سيطرة والده، وينضم للمقاومة الفرنسيّة الحرّة، ثم يعشق متجاوزًا الانتماءات المسبقة، إلا أن حياته تتعثر. تبتعد الرواية عن تقديم أية مواقف أو خطابات سياسية أو فكرية، متمحورةً حول الإنسان، حبه، حزنه، ألمه، وفرحه، مؤكّدةً أنه رغم اليأس والعقبات التي تعترض طريقنا أحيانًا إلا أن الأمل يبقى في تجاوز ذلك كلّه ومتابعة الحياة.

## أحداث القصة
تحكي «موانئ المشرق» عن قصة «عصيان كتبدار» بطل الرواية المنحدر من أصول عثمانية، والذي يقرّر السفر إلى فرنسا بغرض التحرّر من السلطة التي يفرضها أبوه في المنزل، والأفكار ونمط الحياة التي يسعى لأن يطبّقها على ابنه عصيان، هكذا يسافر عصيان متحججًا برغبته دراسة الطب في جامعة باريس، والتي سيتعرف فيها على شبكة للمقاومين الفرنسيين إبّان الحرب العالمية الثانية، ليجد نفسه لاحقًا متورطًا في توزيع المنشورات وغيرها من نشاطات الشبكة.
يتعرّف عصيان في الشبكة على «كلارا» الفتاة اليهوديّة، وسرعان ما يقعا في الحبّ، دون أن يمنعه في ذلك اختلاف العرق أو الدين بينهما، فوالده العثماني كان قد تزوج من أمه وهي فتاة أرمنية. حُبّ عصيان وكلارا يستمر رغم النعرات العنصرية والدينية واقتراب الحرب بين العرب وإسرائيل لتسود إرادة الحبّ وتتلاقى الحضارات والقوميات والأديان مجددًا كعادة أعمال معلوف، في إنتاجٍ يُعلي من قيمة الإنسان أيًا يكن جنسه أو دينه أو لغته.
تنتصر إرادة المقاومة على الاحتلال النازي، ويعود عصيان بطلًا إلى بيروت حيث تسبقه حكايات بطولاته في المقاومة، هناك يلتقي بكلارا من جديد والتي قد أتت بصحبة خالها للعيش في حيفا، حينها يقرّر عصيان بمباركة والده الزواج من كلارا، والذين سيكتشفان مع الوقت حجم الكره بين العرب واليهود في فلسطين، اليهود الذين تعرضوا للظلم من قبل النازية والذين يرون أنفسهم ضحية لمأساة تخولهم بناء وطن ولو على حساب شعب آخر لا ذنب له في كل ما حصل، تنضم كلارا لمجموعة مناهضة للكراهية مؤلفة من عرب ويهود، ويمضي الوقت سريعًا، حينما يعود عصيان إلى بيروت لرؤية والده المحتضر لتشتعل حرب الـ 48، ويصاب عصيان بانهيار عصبي حاد نتيجة وفاة والده وبعده عن كلارا الحامل بطفلتهما الأولى، فيتم إدخاله لإحدى المصحات العقليّة، هناك حيث يتخلى عنه الجميع، أخوه، أخته، أصدقائه وحتى زوجته كلارا تراسله متمنية له الشفاء ليعودا مجددًا لللقاء، في الوقت الذي كان يحتاجها لتكون بجانبه حتى يشفى، ولن يتم هذا اللقاء قبل 28 عامًا.
وهكذا يلتقي عصيان بابنته ناديا في المستشفى بعد 26 عامًا على دخوله، ورغم أنه لقاء عابر ووحيد، إلا أنه يعطي عصيان الأمل من جديد ويعطيه المعنى والإرادة للتغلّب على مرضه والخروج من المشفى، حيث يبحث عن أصدقاء المقاومة ويطلب من كلارا في رسالة أن تقابله في نفس المكان القديم على نهر السين.